# كارمن ميرندا
كارمن ميرندا (بالبرتغالية: Carmen Miranda) مواليد (09 فبراير 1909 في ماركو دي كانافيسس، مملكة البرتغال - 05 أغسطس 1955 في بيفرلي هيلز، الولايات المتحدة)، كانت مغنية وممثلة برازيلية بدأت مسيرتها الفنية عام 1928. وتُعتبر أحد أكبر راقصات السامبا البرازيلية

## الإرت
للاحتفال بالذكرى الخمسين لوفاتها، تمت إقامة معرض كارمن ميراندا للأبد في متحف الفن الحديث في ريو دي جانيرو في نوفمبر 2005 وفي نصب أمريكا اللاتينية التذكاري في ساو باولو في العام الموالي.

## وصلات خارجية
- الموقع الرسمي
- كارمن ميرندا على موقع IMDb (الإنجليزية)
- كارمن ميرندا على موقع الموسوعة البريطانية (الإنجليزية)
- كارمن ميرندا على موقع ألو سيني (الفرنسية)
- كارمن ميرندا على موقع ميوزك برينز (الإنجليزية)
- كارمن ميرندا على موقع تيرنر كلاسيك موفيز (الإنجليزية)
- كارمن ميرندا على موقع أول موفي (الإنجليزية)
- كارمن ميرندا على موقع قاعدة بيانات برودواي على الإنترنت (الإنجليزية)
- كارمن ميرندا على موقع قاعدة بيانات الأفلام السويدية (السويدية)
- كارمن ميرندا على موقع إن إن دي بي (الإنجليزية)
- كارمن ميرندا على موقع أول ميوزيك (الإنجليزية)